# Thiết xa vận
Thiết xa vận (tiếng Nga: танковый десант) là chiến thuật cơ động trong chiến tranh, sử dụng lực lượng kết hợp của bộ binh với thiết giáp. Chiến thuật này sử dụng xe tăng hay các loại xe bọc thép chiến đấu khác vận chuyển binh lính. Các nhóm lính sẽ vào bên trong xe hoặc ngồi ở nóc xe trên tháp pháo, sau đó phương tiện vận chuyển sẽ di chuyển nhanh trong một cuộc tấn công. Khi tiếp cận với quân đối phương ở tầm gần, đội lính trong xe sẽ được tháo dỡ, nhanh chóng di chuyển bằng chân và triển khai chiến đấu.

## Lịch sử

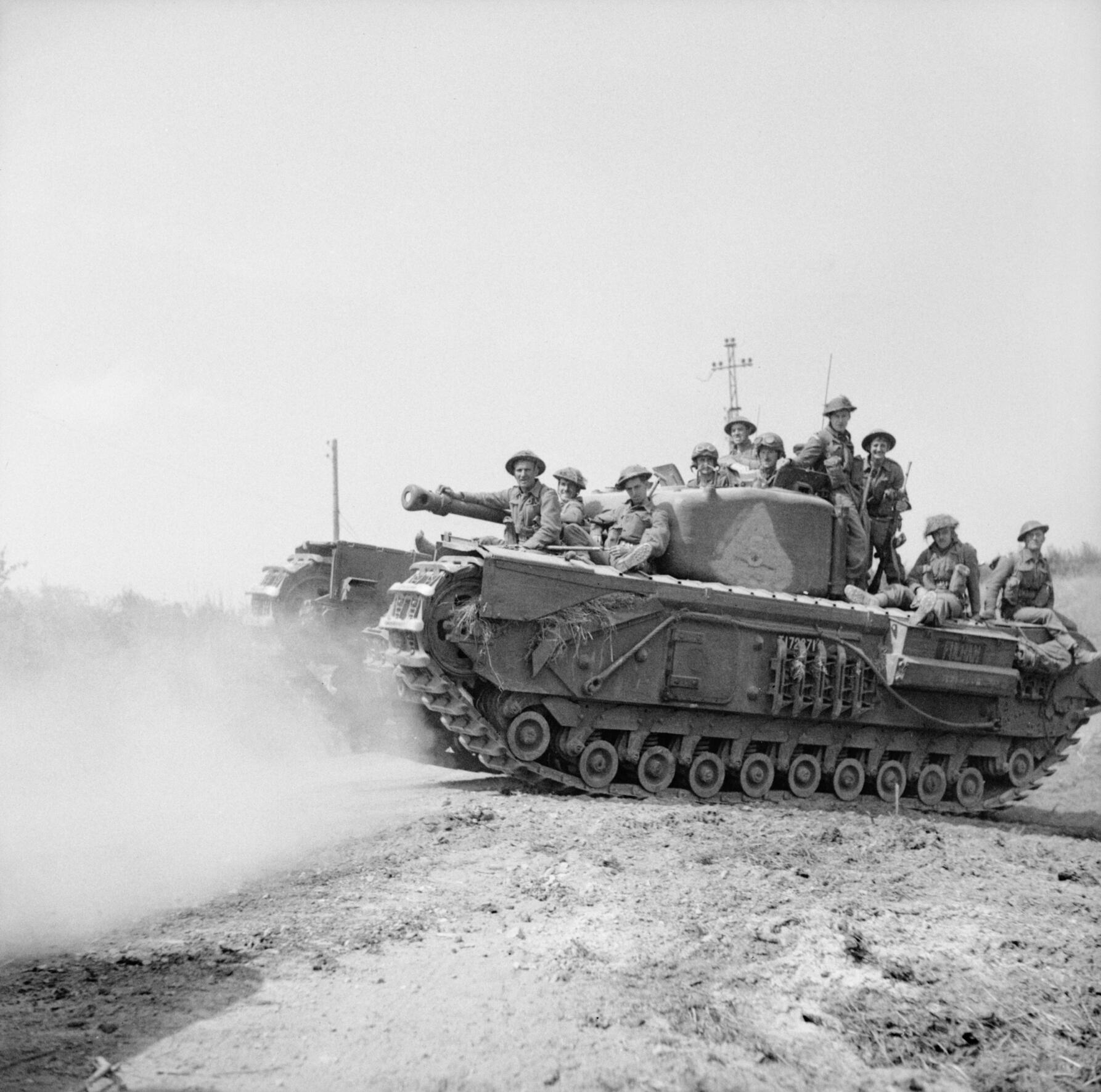
Xe tăng Churchill chở bộ binh ở Saint-Pierre-Tarentaine (Normandy), ngày 3 tháng 8 năm 1944

Cẩm nang thực địa vào năm 1936 của Hồng quân Liên Xô đã mô tả về chiến thuật này trong việc sử dụng lực lượng kỵ binh hỗ trợ bộ binh vượt qua các địa hình hiểm trở và khoảng cách xa.
Ghi nhận sớm nhất của thiết xa vận là trong Nội chiến Tây Ban Nha vào năm 1937.
Thiết xa vận được sử dụng bởi Hồng quân Liên Xô trong chiến tranh Xô-Đức trong thời gian Thế chiến II, về sau được Hồng quân sử dụng trong Chiến tranh Xô–Afghanistan, và Lục quân Nga sử dụng trong cuộc chiến tranh Chechnya lần thứ nhất.
Thiết xa vận cũng được sử dụng bởi quân Mỹ và quân lực Việt Nam Cộng Hòa trong chiến tranh Việt Nam làm tăng tính cơ động khi tác chiến.
Năm 2015, quân đội Ukraina đã sử dụng thiết xa vận tấn công quân ly khai trong trận Debaltseve.

### Sách
- Simpkin, Richard; Erickson, John. Deep battle: the brainchild of Marshal Tukhachevskii, Brasseys', London, 1987